# Magia in Harry Potter
Nel mondo magico di Harry Potter, creato dalla scrittrice britannica J. K. Rowling, la magia è descritta come una forza naturale che può essere usata per ignorare le normali leggi della natura e per compiere azioni fuori dall'ordinario. Molte creature magiche esistono nella serie e alcuni animali comuni hanno abilità magiche che non possiedono normalmente (come i gufi, che sono usati per trasportare la posta). Gli oggetti possono essere migliorati o modificati con l'uso della magia, così come possono essere preparate pozioni magiche.
La piccola percentuale degli esseri umani che sono in grado di praticare la magia è rappresentata dai maghi e dalle streghe, i quali si riferiscono alla popolazione non-magica con il termine "babbani". Negli umani, la magia o la mancanza di essa è un attributo innato e non c'è modo di imporre o far apprendere la magia a una persona nata senza poteri magici; il gene della magia è inoltre ereditario. Esistono però delle eccezioni, ovvero persone che non sono in grado di praticare le arti magiche pur avendo genitori maghi, dette maghinò, e maghi o streghe nati da genitori privi di poteri magici, detti nati babbani.
Altre creature magiche, come gli elfi domestici e i folletti, possiedono tipi di magia diversi dagli umani, che sottostanno ad altre modalità di esecuzione e limitazioni.

## Uso della magia

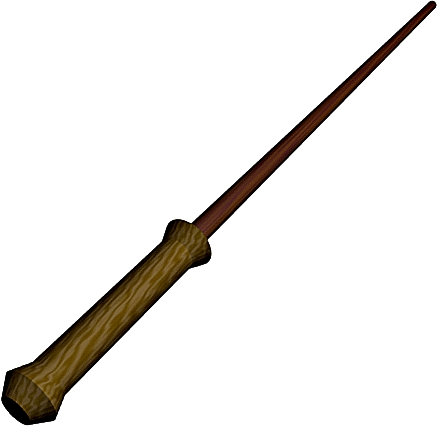
Rappresentazione di una bacchetta magica

Le capacità magiche di una persona si manifestano spontaneamente nei primi anni di vita, ma per usarle in maniera controllata è necessario un adeguato apprendimento, affiancato da un consistente studio teorico. Quando la magia è allo stato embrionale, tipicamente nel caso dei bambini e dei giovani non addestrati, si presenta in momenti di forte apprensione, timore o rabbia. Harry Potter, per esempio, riesce a farsi ricrescere i capelli in una notte dopo un taglio maldestro eseguito da Petunia Dursley per timore di essere deriso dai suoi compagni di classe e gonfia accidentalmente Marge Dursley dopo che questa gli ha fatto perdere le staffe. Sebbene queste reazioni siano solitamente incontrollate, già da piccoli personaggi come Tom Riddle e Lily Potter sembrano in grado di usare i propri poteri magici con un certo grado di intenzionalità.
La magia nel mondo di Harry Potter è scagliata spesso sotto forma di incantesimi, che aggiungono a oggetti qualità che prima non avevano oppure assolvono a uno specifico compito come l'apertura di porte, la levitazione di oggetti o la generazione di luce. Altre applicazioni della magia sono: la trasfigurazione, ovvero l'arte di modificare le proprietà e la struttura di oggetti e di esseri viventi; la preparazione di pozioni, miscugli dotati di effetti magici a volte impossibili da replicare in altro modo e che non consistono solamente nella miscelazione di ingredienti ma prevedono sempre anche l'esecuzione di alcuni passaggi magici; l'aritmanzia e la divinazione, che consistono nella previsione del futuro tramite l'interpretazione di lettere, numeri, segni o simboli; le arti oscure, che sono una forma di magia eseguita con intenzioni e risultati malvagi.
Tipicamente per eseguire la magia è necessario utilizzare una bacchetta magica e pronunciare la corrispondente formula per ottenere l'effetto desiderato. È possibile eseguire incantesimi senza bacchetta, ma ciò richiede grande abilità ed esperienza nel dosare correttamente l'emissione e inquadrare il bersaglio della magia, senza contare che l'incantesimo risultante sarà quasi sempre più debole e limitato dell'equivalente lanciato con una bacchetta. I maghi e le streghe più esperti sono inoltre in grado di eseguire incantesimi non verbali, ovvero senza pronunciare ad alta voce la formula, che concede un vantaggio nei duelli (in quanto l'avversario non sa che magia si sta per fare) ma richiede una maggior concentrazione sull'incantesimo.

### Limiti
Prima di pubblicare il primo romanzo di Harry Potter, la Rowling ha passato cinque anni a stabilire i limiti della magia, determinando che cosa è in grado o non è in grado di fare. La legge di Gamp sulla trasfigurazione degli elementi assicura che tramite la magia è possibile far apparire oggetti dal nulla, ma è molto difficile generare qualcosa di specifico anziché di generale, e gli oggetti evocati tendono a non rimanere a lungo. Esistono cinque eccezioni note alla legge di Gamp, una delle quali è il cibo, che non può essere creato dal nulla ma solo fatto scomparire, moltiplicato, aumentato di dimensioni o trasfigurato per migliorarne il sapore. Delle cinque eccezioni solo il cibo è menzionato esplicitamente nella serie, fatto che ha portato critici e appassionati a speculare sulle altre quattro. Altri elementi impossibili da creare ma non indicati espressamente come eccezioni alla legge di Gamp sono l'amore, che può essere simulato da filtri d'amore come l'Amortentia, che generano forti infatuazioni e ossessioni, ma non riprodotto in modo autentico in alcun modo, e il denaro, che farebbe venire meno il fondamento dell'economia del mondo magico. La pietra filosofale permette in realtà di tramutare metalli in oro, ma è descritta come un artefatto unico, che non viene mai abusato dal suo creatore e proprietario Nicolas Flamel e che comunque è scomparso con la sua morte.
Un altro limite della magia è il fatto che non può resuscitare i morti. I cadaveri possono essere trasformati in inferi al comando di un mago o di una strega viventi, ma essi non sono nient'altro che creature senz'anima o volontà propria e costrette all'obbedienza. Esistono alcune forme limitate di comunicazione con i morti tramite i ritratti di persone decedute o l'effetto Prior Incantatio, che in particolari condizioni richiama l'"ombra" delle persone uccise in precedenza da una bacchetta. La Pietra della Resurrezione, a dispetto del nome, non è in grado di far rinascere i morti, ma li richiama in forma immateriale e in una sorta di limbo; queste anime si dimostrano infelici, in quanto sanno che la Terra non è il luogo dove dovrebbero essere.
È inoltre impossibile rendersi immortali tramite la magia, a meno che non si usino oggetti magici di grande potenza per sostenere la vita, ad esempio la pietra filosofale o un Horcrux. Bere sangue di unicorno permette di rimanere in vita anche se si è a un passo dalla morte, ma al prezzo di una terribile maledizione, per aver ucciso una creatura così pura. I maghi e streghe che temono profondamente la morte possono scegliere, al momento della loro scomparsa, di rimanere sulla Terra sotto forma di fantasmi, conducendo in eterno una "pallida imitazione della vita".
È altresì possibile negare limitatamente l'uso della magia, come a Hogwarts, Azkaban o nella maggior parte delle case di maghi e streghe, in cui vigono incantesimi anti-materializzazione e smaterializzazione.

### Emozioni
Come menzionato in precedenza, i bambini e i giovani maghi non ancora in completo controllo della magia possono eseguire incantesimi involontari in momenti di forte emozione. La condizione emotiva può però influenzare anche le abilità magiche di maghi e streghe adulti. In Harry Potter e il principe mezzosangue Ninfadora Tonks perde temporaneamente il suo potere di metamorfomagus per la sofferenza dovuta al rifiuto di Remus Lupin di sposarla, e anche il suo Patronus assume le fattezze di un lupo mannaro dato il suo amore per Lupin. Fenomeno simile si verifica al Patronus di Severus Piton, che assume le forme di un cerbiatto come quello di Lily Potter, il grande amore della sua vita. Altro esempio è Merope Gaunt, la quale manifesta le sue abilità magiche solo una volta sfuggita all'oppressione del padre Orvoloson e del fratello Orfin e le perde nuovamente dopo che il marito Tom Riddle Sr. la abbandona.
Alcuni incantesimi riescono solo se eseguiti in stati d'animo particolari. Ne sono un esempio l'Incanto Patronus, che risulta efficace solo se l'esecutore si concentra su un ricordo felice, o le maledizioni Cruciatus e Avada Kedavra, che hanno effetto solo se accompagnate da un autentico desiderio di infliggere dolore e uccidere da parte dell'utilizzatore.
L'amore è descritto come una forma molto potente, misteriosa ed elusiva di magia. Grazie a esso Lily Potter riesce a salvare suo figlio da Voldemort: quando sceglie di sacrificare la sua vita per difendere Harry, impone su di lui una protezione magica che lo preserva dall'Avada Kedavra scagliatagli dal mago oscuro. Durante la battaglia di Hogwarts in Harry Potter e i Doni della Morte, Harry si consegna volontariamente a Voldemort nella Foresta Proibita per amore verso i suoi compagni, proteggendoli con lo stesso tipo di magia, e per questo motivo, alla fine della battaglia, gli incantesimi di Voldemort non vanno a segno contro di loro.

## Pozioni

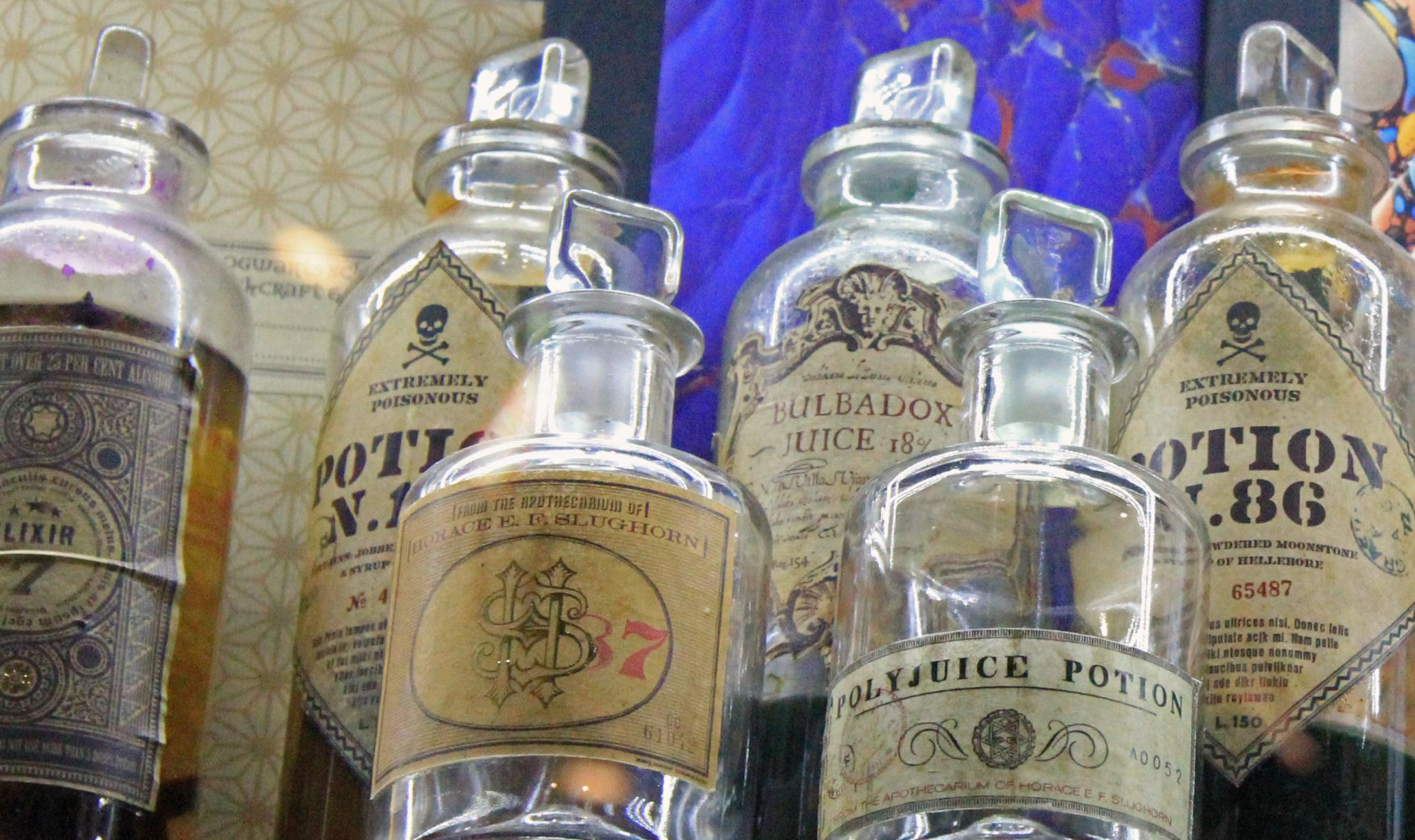
Pozioni nella serie Harry Potter

Un'importante branca della magia in Harry Potter consiste nella preparazione di pozioni, ovvero miscugli dotati di ogni tipo di effetto magico, dall'aumentare la forza, a cambiare di aspetto, fino alle pozioni d'amore che creano una forte infatuazione. Come afferma Severus Piton durante la prima lezione di pozioni, con le pozioni è possibile agire «ammaliando la mente, stregando i sensi» e «imbottigliare la fama, la gloria, addirittura la morte».
Le pozioni vengono preparate in un calderone e comportano non solo di dosare correttamente gli ingredienti e di controllare la temperatura e la miscelazione del composto, ma anche di eseguire alcuni passaggi magici. Esse richiedono solitamente molto più tempo rispetto a un incantesimo per essere preparate e per svolgere il loro effetto, ma i risultati sono spesso più marcati rispetto a un incantesimo equivalente o impossibili da ottenere o da disfare altrimenti.

### Felix Felicis
La Felix Felicis, conosciuta anche come "fortuna liquida", è una pozione che rende l'utilizzatore incredibilmente fortunato in tutto quello che fa. È estremamente complessa da preparare, richiede almeno sei mesi di lavoro ed è di color oro fuso. L'uso di questa bevanda è strettamente regolato dal Ministero della Magia ed è proibito farne uso nel corso di gare sportive o esami scolastici; inoltre non è consigliabile berla di continuo, in quanto è simile a una droga e abusarne provoca dipendenza e può portare a un'eccessiva fiducia in sé stessi. Nel Principe mezzosangue Harry ne ottiene una fiala vincendo una piccola competizione durante le lezioni di pozioni servendosi dei suggerimenti del libro del principe mezzosangue. Il ragazzo la usa per ottenere i ricordi del professor Horace Lumacorno su Tom Riddle e gli Horcrux, e la condivide poi con Ron, Hermione, Ginny Weasley e Neville Paciock per proteggerli nella battaglia di Hogwarts.

### Pozione polisucco
La pozione polisucco (Polyjuice Potion) conferisce a chi la beve l'aspetto fisico di un'altra persona per un intervallo di tempo compreso tra pochi minuti e parecchie ore, in base alla qualità della pozione stessa. La preparazione è lunga ed elaborata e richiede fino a un mese di tempo e un'abilità fuori dal comune. La sua ricetta contiene numerosi ingredienti difficili da reperire, tra cui una parte del corpo della persona in cui si desidera trasformarsi, ad esempio un capello. Il sapore e l'aspetto della pozione variano in base alla bontà del soggetto in cui ci si trasforma: ad esempio quelle di Tiger e Goyle ingerite da Harry e Ron nella Camera dei segreti assomigliano a una fanghiglia densa e scura e sanno di cavolo stracotto, mentre quella di Harry che viene fatta bere ad alcuni membri dell'Ordine della Fenice nei Doni della Morte ha il colore dell'oro ed è squisita. È possibile anche usarla per trasformarsi in animale, come accaduto inavvertitamente a Hermione nella Camera dei segreti quando inserisce nella pozione un pelo di gatto credendo che sia un capello di Millicent Bulstrode; tale trasformazione non è però controllabile e a volte irreversibile.
Nella serie la pozione polisucco viene usata molte volte: Harry, Ron e Hermione ne fanno uso ad esempio nella Camera dei segreti per trasformarsi in studenti di Serpeverde e scoprire maggiori informazioni sulla camera dei segreti e nei Doni della Morte per il trasferimento di Harry da Casa dei Dursley, per infiltrarsi nel Ministero della Magia e nella camera blindata della Gringott di Bellatrix Lestrange; Barty Crouch Jr. invece la usa per impersonare per un intero anno Alastor Moody nel Calice di fuoco.

### Pozioni d'amore
Le pozioni o filtri d'amore sono dei preparati in grado di creare in chi li beve una potente infatuazione verso un'altra persona. Tale sentimento è però una mera riproduzione dell'amore vero ed è dipendente dalla continua assunzione del filtro. La pozione d'amore più potente al mondo è l'Amortentia, un preparato dalla luminosità madreperlacea che assume il profumo di ciò che più attrae chi lo annusa: Horace Lumacorno la descrive come una pozione ben più pericolosa della polisucco o del veritaserum, a causa dell'infatuazione ossessiva che può causare. Dei filtri d'amore sono stati utilizzati da Merope Gaunt su Tom Riddle, dalla cui unione è nato poi Lord Voldemort, e da Romilda Vane nel tentativo, fallito, di spingere Harry Potter a innamorarsi di lei.

### Veritaserum
Il veritaserum è un preparato incolore, inodore e insapore, del tutto identico all'acqua pura, che ha proprietà simili al cosiddetto siero della verità. Tre gocce di questa pozione sono sufficienti per fare in modo che chi la beve risponda dicendo spontaneamente la verità a qualunque domanda gli sia posta, anche sui suoi segreti più intimi. Nella serie Piton minaccia di usarla su Harry in quanto sospetta che abbia rubato degli ingredienti dal suo ufficio e Silente la utilizza per interrogare Barty Crouch Jr. al termine del Calice di fuoco, mentre nell'Ordine della Fenice Dolores Umbridge ne fa largo uso nel suo ruolo di inquisitore supremo di Hogwarts sugli studenti, tra cui Harry per scoprire dove si nasconde Sirius Black.

## Abilità magiche

### Rettilofonia
La rettilofonia è l'abilità di parlare il serpentese (Parseltongue), ovvero la lingua dei serpenti. È un'abilità molto rara e malvista dalla comunità magica, in quanto associata tradizionalmente alle arti oscure, anche se Silente afferma che non è una qualità di per sé negativa. La rettilofonia sembra trasmettersi per via genetica e manifestarsi come un'abilità innata. Il primo rettilofono (Parselmouth) conosciuto è Salazar Serpeverde, che trasmette questa sua caratteristica alla famiglia Gaunt e quindi a Lord Voldemort. Quando Voldemort tenta di assassinare Harry, la maledizione gli rimbalza contro trasferendo una parte dell'anima dello stregone nel ragazzo; per questo motivo anche Harry è in grado di parlare il serpentese fino a quando l'anima di Voldemort contenuta al suo interno non viene distrutta nei Doni della Morte. Pur senza conoscerlo dalla nascita, il serpentese può comunque essere appreso o riprodotto, come dimostrano Silente quando è in grado di comprendere i discorsi di Orfin Gaunt e Ron quando apre la camera dei segreti nei Doni della Morte scimmiottando i suoni emessi da Harry.
A detta della Rowling, parselmouth «deriva da una vecchia connotazione per qualcuno che ha problemi alla bocca, come un labbro leporino».

### Chiaroveggenza
La chiaroveggenza è l'abilità di prevedere il futuro. Si esercita sotto varie forme, come la divinazione o l'aritmanzia, e facendo uso di vari supporti, che vanno dalla lettura della mano, alle foglie di tè, alle sfere di cristallo o all'interpretazione dei numeri. Quest'attitudine si può affinare tramite lo studio e la pratica, ma nelle forme più cristalline si manifesta come un'abilità innata. I veri veggenti sono molto rari; gli unici menzionati nei libri sono Cassandra Cooman e la sua pronipote Sibilla Cooman, la quale tuttavia manifesta quest'abilità solo in rare occasioni e in modo inconscio. A detta di Silente non tutte le profezie si avverano in base alle scelte che vengono compiute dai soggetti coinvolti. Ogni profezia fatta da un veggente è registrata in una sfera di vetro e conservata nella Stanza delle Profezie dell'Ufficio Misteri al Ministero della Magia, e può essere ritirata solo da coloro a cui si rivolge direttamente.

### Legilimanzia e occlumanzia
La legilimanzia (Legilimency) è una particolare abilità magica che permette di vedere ed estrarre pensieri, sensazioni, sentimenti e ricordi dalla mente di un'altra persona. Le streghe e i maghi che possiedono tale abilità sono chiamati legilimens e possono scoprire bugie o inganni leggendo nella mente di altre persone. La legilimanzia viene solitamente eseguita in prossimità dei soggetti da leggere e formulando un incantesimo rivolto ad essi, ma ai maghi e alle streghe più esperti basta il contatto visivo e la concentrazione. Albus Silente, Severus Piton e Voldemort sono dei legilimens molto versati; il Signore Oscuro riesce addirittura a manipolare e stravolgere i pensieri oltre che a leggerli, come dimostra distorcendo la mente di Harry per fargli vedere cose diverse dalla realtà. Queenie Goldstein della serie di film Animali fantastici, inoltre, ha un talento naturale per la legilimanzia e spesso non riesce a fare a meno di esercitarla sulle persone che le stanno intorno.
L'abilità opposta alla legilimanzia è l'occlumanzia (Occlumency), che permette di nascondere tutto ciò che si trova nella propria mente alle intrusioni esterne. Per utilizzarla non esistono incantesimi, ma bisogna rilassarsi e svuotare la mente dalle emozioni e dai pensieri. In Harry Potter e l'Ordine della Fenice Silente chiede a Piton di dare a Harry lezioni di occlumanzia per interrompere il collegamento mentale tra il giovane e Voldemort, tuttavia tali lezioni si rivelano disastrose, complice anche il pessimo rapporto tra il docente e lo studente, e non ottengono i risultati sperati. Abili occlumanti sono Silente, Piton, che ricorre frequentemente a quest'abilità nel suo doppio gioco per conto dell'Ordine della Fenice, e Draco Malfoy, che apprende la pratica dalla zia Bellatrix Lestrange e la utilizza con successo per tenere segrete le sue macchinazioni nel Principe mezzosangue. Legilimanzia e occlumanzia non sono parte del normale curriculum di studi a Hogwarts, in quanto considerate delle forme di magia avanzata.

### Animagus
Un animagus è un mago o una strega che sa trasformarsi in un animale. A differenza di una semplice trasfigurazione, ogni animagus ha una forma animale specifica, quindi si può trasformare solo in quell'animale e in nessun altro; a differenza dei lupi mannari, gli animagus scelgono di trasformarsi e, quando si trasformano, mantengono la loro personalità e la capacità di pensare come esseri umani. L'animale inoltre non può essere scelto ma rispecchia la personalità dell'esecutore e alcune sue caratteristiche fisiche: ad esempio l'animagus di Minerva McGranitt è un gatto con dei segni attorno agli occhi, che rispecchiano gli occhiali portati dalla donna nella sua forma umana, mentre a Peter Minus manca un dito sia in forma umana che in forma di topo. Diventare un animagus è complicato e richiede molti anni di studio e di pratica; per questi motivi il Ministero della Magia sorveglia tutti coloro che desiderano ottenere quest'abilità fuori dal comune e richiede obbligatoriamente a chi la possiede di iscriversi ad un apposito registro. L'unico animagus britannico registrato menzionato nei libri è Minerva McGranitt (gatto), mentre sono animagus non registrati e quindi illegali James Potter (cervo), Sirius Black (cane), Peter Minus (topo) e Rita Skeeter (scarabeo).

### Metamorfomagus
Un metamorfomagus è un mago o una strega con la capacità innata di cambiare in parte o completamente il proprio aspetto fisico. Ninfadora Tonks e suo figlio Teddy Lupin sono gli unici metamorfomagi menzionati nella serie, a dimostrazione che è un'abilità molto rara. Tonks è in grado di cambiare a piacimento il colore dei propri capelli, della sua pelle o la forma del suo naso e di trasformarsi in una donna anziana o in una bambina.

## Effetti magici

### Voto Infrangibile
Il Voto Infrangibile è un accordo volontario tra due maghi o due streghe. Dev'essere eseguito davanti a un testimone ("suggello"), che suggella il patto con la propria bacchetta, legando, con la bacchetta che emette delle lingue di fuoco, le mani unite delle persone che eseguono il giuramento. Venire meno a un Voto Infrangibile comporta la propria morte istantanea. Il Voto Infrangibile è introdotto per la prima volta in Harry Potter e il principe mezzosangue, quando Severus Piton promette a Narcissa Malfoy di proteggere Draco nell'adempimento della missione affidatagli da Voldemort e di subentrare a Draco se questi dovesse fallire. Nello stesso libro Ron racconta a Harry che, quando era piccolo, Fred e George erano quasi riusciti a fargli stringere un Voto Infrangibile, ma erano stati scoperti e puniti dai genitori.

### Prior Incantatio
Prior Incantatio (Priori Incantatem) è un effetto magico che porta una bacchetta a ripetere e a rivelare, in ordine opposto a quello reale, gli ultimi incantesimi da essa eseguiti. Si verifica spontaneamente nel Calice di fuoco, quando durante il duello tra Harry e Voldemort nel cimitero di Little Hangleton le bacchette dei due, che hanno il nucleo gemello, si scontrano ed entrano in risonanza, facendo emergere dalla bacchetta del mago oscuro le ombre delle ultime persone che ha assassinato: Cedric Diggory, Frank Bryce, Bertha Jorkins e James e Lily Potter. Queste ombre rimangono solo per qualche secondo dopo la fine dell'effetto stesso e possono interagire limitatamente con i vivi. Un effetto analogo a quello del Prior Incantatio si può ottenere anche di proposito tramite l'incantesimo Reversus su una bacchetta.

## Arti oscure
Le arti oscure sono una branca della magia usata per propositi malvagi. Secondo Severus Piton le arti oscure «sono molte, varie, mutevoli ed eterne [...] qualcosa che è indeterminato, cangiante, indistruttibile». In alcune scuole, come Durmstrang, l'insegnamento delle arti oscure viene praticato e incoraggiato, mentre in altre, come Hogwarts e Ilvermorny, viene insegnata come materia obbligatoria la difesa contro le arti oscure. Le forme più conosciute di magia oscura sono le maledizioni senza perdono, così chiamate perché il loro uso su un essere umano, a meno di un'espressa autorizzazione da parte del Ministero, è vietato per legge e comporta automaticamente una condanna a vita ad Azkaban. Grande importanza ai fini della trama rivestono anche gli Horcrux, oggetti oscuri in cui un mago o una strega ha legato un frammento della propria anima per ottenere l'immortalità, che costituiscono la più oscura delle magie, in quanto richiedono un incantesimo orrendo e complicatissimo e per scindere la propria anima si può utilizzare unicamente il gesto più cattivo che un essere umano possa compiere, ossia un omicidio.

### Marchio nero

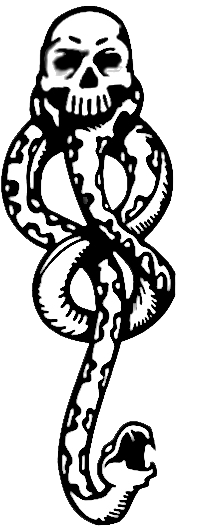
Il Marchio nero

Il Marchio nero è il simbolo di Voldemort e dei Mangiamorte, rappresenta un teschio con un serpente che gli esce dalla bocca al posto della lingua. Ogni volta che un Mangiamorte uccide qualcuno fa comparire nel cielo un Marchio nero usando tramite la formula Morsmordre. Il simbolo compare per la prima volta nel quarto libro, fatto comparire sopra l'accampamento di tifosi dopo la finale della coppa del mondo di quidditch. I seguaci più stretti e leali di Voldemort vengono marchiati con questo simbolo sull'avambraccio sinistro. Il marchio serve come legame tra Voldemort e coloro che lo portano: egli può infatti convocarli toccando il suo, facendo sì che quelli dei suoi seguaci brucino e cambino colorazione. Allo stesso modo, i Mangiamorte possono chiamare Voldemort.

### Inferius
Un inferius è un cadavere animato, controllato da un mago oscuro con la magia. L'inferius non è una creatura viva, ma solo un corpo vuoto incantato per agire come burattino del mago o della strega che lo ha creato. Gli inferi sono difficili da ferire con la magia, tuttavia possono essere respinti con il fuoco. Nel mondo magico gli inferi sono considerati così pericolosi e spaventosi che fingersi un inferius, come fa Mundungus Fletcher nel Principe mezzosangue, è un atto punibile con l'incarcerazione ad Azkaban. Sempre nello stesso libro il Ministero della Magia teme che Voldemort stia uccidendo abbastanza persone da creare un'armata di inferi. Voldemort pone a protezione dell'Horcrux ottenuto dal medaglione di Serpeverde nella caverna marina un esercito di inferi. Questi si trovano in fondo al lago, stanno normalmente immobili ed emergono per attaccare non appena qualcuno tenta di appropriarsi dell'artefatto.
Gli inferi sono sostanzialmente una variante degli zombi della tradizione vudù di Haiti, termine che la Rowling decise di evitare perché sono creature che non appartengono all'immaginario britannico e talmente presenti nella cultura di massa da portare con sé troppe associazioni ad altre opere e contesti. Il nome è invece un riferimento al latino inferus ("che sta sotto"), per indicare che si tratta di creature inferiori agli esseri umani, e agli Inferi, ovvero l'oltretomba del mondo classico.